# Dedication 4
Albums de Lil Wayne
Sorry for the Wait
(2011) Dedication 5
(2013)
Dedication 4 est une mixtape de Lil Wayne, sortie le 3 septembre 2012.
La mixtape était prévue pour le 15 août 2012 puis a été repoussée au 30 août 2012 et est finalement sortie le 3 septembre. Lil Wayne a annoncé avoir reporté la date pour ne pas faire de l'ombre à la sortie du premier album studio de 2 Chainz appelé Based on a T.R.U. Story qui sortait la même semaine.
C'est le quatrième épisode de la série Dedication. C'est également le quatrième volet de la tétralogie Gangsta Grillz.

## Liste des titres
| No  | Titre                                                                  | Morceau original                                                              | Durée |
| --- | ---------------------------------------------------------------------- | ----------------------------------------------------------------------------- | ----- |
| 1.  | So Dedicated (featuring Birdman)                                       | So Sophisticated de Rick Ross featuring Meek Mill                             | 2:44  |
| 2.  | Same Damn Tune                                                         | Same Damn Time de Future                                                      | 3:06  |
| 3.  | Cashed Out                                                             | Cashin' Out de Ca$h Out                                                       | 3:57  |
| 4.  | No Worries (featuring Detail)                                          | Inédit                                                                        | 3:30  |
| 5.  | Mercy (featuring Nicki Minaj)                                          | Mercy de Kanye West featuring Big Sean, Pusha T et 2 Chainz                   | 4:48  |
| 6.  | Burn                                                                   | Burn de Meek Mill featuring Big Sean                                          | 3:38  |
| 7.  | Amen (featuring Boo)                                                   | Amen de Meek Mill featuring Drake                                             | 3:18  |
| 8.  | Get Smoked (Remix) (Interprété par Lil Mouse featuring Lil Wayne)      | Get Smoked de Lil Mouse                                                       | 3:49  |
| 9.  | My Homies Still (Interprété par Young Jeezy, Jae Millz et Gudda Gudda) | My Homies Still de Lil Wayne featuring Big Sean                               | 2:57  |
| 10. | Green Ranger (featuring J. Cole)                                       | Special Delivery de G. Dep featuring P. Diddy                                 | 3:21  |
| 11. | Don't Like                                                             | I Don't Like (Remix) de Chief Keef, Kanye West, Pusha T, Big Sean et Jadakiss | 2:35  |
| 12. | No Lie                                                                 | No Lie de 2 Chainz featuring Drake                                            | 2:31  |
| 13. | Magic (featuring Flow)                                                 | Magic de Future featuring T.I.                                                | 2:34  |
| 14. | Wish You Would                                                         | Wish You Would de DJ Khaled featuring Kanye West et Rick Ross                 | 3:02  |
| 15. | A Dedication                                                           | SpottieOttieDopaliscious d'OutKast                                            | 6:10  |